# مصطفی داغستانلی
مصطفی داغستانلی (ترکی استانبولی: Mustafa Dağıstanlı؛ زادهٔ ۱۱ آوریل ۱۹۳۱ - درگذشتهٔ ١٨ سپتامبر ٢٠٢٢) کشتی‌گیر آزاد اهل ترکیه بود.